# Francisco Foreiro
Francisco Foreiro, né à Lisbonne en 1523, mort à Almada probablement le 15 février 1581, est un hébraïsant et orientaliste portugais.

## Biographie
Il était né à Lisbonne, où il prit fort jeune l’habit de St-Dominique. Doué d’un esprit vif et d’un jugement solide, il fit de prompts et de grands progrès dans ses études et apprit les langues latine, grecque et hébraïque. Il cultiva surtout avec soin cette dernière langue, afin de pouvoir pénétrer plus aisément dans le sens des Saintes Écritures, et il y eut pour maître le fameux grammairien Angelo Canini. Foreiro se fit à lui-même un dictionnaire de cette langue. Jean III, roi de Portugal, instruit des dispositions du jeune dominicain et du désir qu’il avait de s’instruire, le fit envoyer à Paris par ses supérieurs pour y suivre les cours de l’université et se perfectionner dans les lettres divines et humaines ; il y devint un théologien profond. De retour en Portugal en 1540, il se livra à l’enseignement et aux travaux la chaire, où il se fit un nom célèbre ; il passait pour le plus éloquent et le meilleur prédicateur du Portugal : c’était lui qui ordinairement prêchait les stations devant la cour, sans que cela l’empêchât de remplir les mêmes fonctions dans les autres églises. Le roi et les princes ses frères l’honoraient de leur estime : dom Louis, l’un des deux princes, lui confia l’éducation de son fils dom Antoine. Dom Sébastien, qui avait succédé à Jean III, députa Foreiro au concile de Trente en qualité de théologien. Foreiro y prononça plusieurs discours qui furent fort applaudis, et les pères l’entendirent avec tant de satisfaction, qu’ils le firent prêcher devant eux une fois chaque semaine. On ne tarda point à s’apercevoir au concile que Foreiro ne se distinguait pas moins par sa dextérité dans le maniement des affaires que par son érudition et son éloquence. Y ayant eu à traiter quelques points délicats avec Pie IV dans des conférences particulières, on en chargea Foreiro, et il s’acquitta de cette commission à la satisfaction du pape et du concile ; dès lors on n’y agita presque rien sans qu’il fût consulté. On a prétendu qu’il avait rédigé le texte du concile tel que nous l’avons. Il est sûr du moins qu’il fut secrétaire de la commission pour la censure des livres et qu’il est l’auteur de la préface qui se trouve à la tête de l’Index publié en 1564 ; il fut aussi choisi avec deux autres théologiens (Léonard et Gilles Foscarari) pour rédiger le catéchisme du concile et fut membre de la commission pour la révision et la réforme du bréviaire et du missel romains. A son retour à Lisbonne, en 1564, il fut nommé prieur du couvent de cette ville et peu après provincial. C’est pendant l’exercice de cette charge qu’il fit construire à Almada un couvent de son ordre, où, lorsque le temps de son administration fut expiré, il se retira s’y partageant entre l’étude et la prière. Il y mourut le 15 février 1581.

## Œuvres
Il a laissé :
- Isaiæ prophetæ vetus et nova ex hebraico versio cum commentario, Venise, 1563, in-fol. ; Anvers, 1565, in-8°. Cette traduction et son commentaire, regardés comme excellents, ont reparu en 1660 à Londres dans le 3e volume des Critiques sacrés ;
- des Sermons et autres ouvrages ou commentaires sur plusieurs livres de la Bible, demeurés manuscrits.